# Homobonus van Cremona
Omobono Tucenghi (Cremona, onbekend - 13 november 1197),  beter bekend als de Heilige Homobonus (Italiaans: Sant'Omobono, Duits: Sankt Gutmann). Homo bonus (latijn voor goede mens) was net zoals zijn vader een welgestelde lakenhandelaar. Zijn huwelijk was kinderloos. In Cremona stond hij bekend als een zeer vrome, en vooral een eerlijke lakenhandelaar. Veel van zijn winsten spendeerde hij aan liefdadigheid. Hij stierf tijdens een eucharistieviering in 1197. Na zijn overlijden verspreidde het gerucht, dat Omobono wonderen verrichtte. Zijn graf werd daarna door vele pelgrims bezocht. Op 21 januari 1199, nog geen twee jaar na zijn dood, werd hij daarom door paus Innocentius III heilig verklaard.
In 1643 werd Homobonus uitgeroepen tot beschermheer van de stad Cremona, en patroonheilige voor kooplieden, kleermakers en schoenmakers.
Hij wordt afgebeeld in burgerkleding, en zijn attributen zijn een geldbuidel of afgebeeld met munststuk, die hij geeft aan een behoeftige. Verdere attributen zijn kleermakersgereedschap, zoals een schaar of een ellemaat.
Zijn naamdag is 13 november.

## Trivia
- Er bestond in Nederland een midden-standscoöperatie 'St. Homobonus', deze werd in 1913 te Rotterdam opgericht.[4]